# Svédország a 2004. évi nyári olimpiai játékokon
Svédország a görögországi Athénban megrendezett 2004. évi nyári olimpiai játékok egyik részt vevő nemzete volt. Az országot az olimpián 20 sportágban 115 sportoló képviselte, akik összesen 7 érmet szereztek.

## Érmesek
| Érem  | Versenyző                                                           | Sportág    | Versenyszám               |
| ----- | ------------------------------------------------------------------- | ---------- | ------------------------- |
| Arany | Stefan Holm                                                         | Atlétika   | Férfi magasugrás          |
| Arany | Christian Olsson                                                    | Atlétika   | Férfi hármasugrás         |
| Arany | Carolina Klüft                                                      | Atlétika   | Női hétpróba              |
| Arany | Henrik Nilsson Markus Oscarsson                                     | Kajak-kenu | Férfi kajak kettes 1000 m |
| Ezüst | Ara Abrahamian                                                      | Birkózás   | Férfi kötöttfogás, 84 kg  |
| Ezüst | Malin Baryard Rolf-Göran Bengtsson Peter Eriksson Peder Fredericson | Lovaglás   | Díjugratás, csapat        |
| Bronz | Therese Torgersson Vendela Zachrisson                               | Vitorlázás | Női 470-es osztály        |

## Asztalitenisz
Férfi
| Versenyző                      | Versenyszám | 64-es főtábla     | 48-as főtábla                                              | 32-es főtábla                                                                     | Nyolcaddöntő                                                          | Negyeddöntő                                                                | Elődöntő                                         | Döntő                                                              | Helyezés |
| Versenyző                      | Versenyszám | Ellenfél Eredmény | Ellenfél Eredmény                                          | Ellenfél Eredmény                                                                 | Ellenfél Eredmény                                                     | Ellenfél Eredmény                                                          | Ellenfél Eredmény                                | Ellenfél Eredmény                                                  | Helyezés |
| ------------------------------ | ----------- | ----------------- | ---------------------------------------------------------- | --------------------------------------------------------------------------------- | --------------------------------------------------------------------- | -------------------------------------------------------------------------- | ------------------------------------------------ | ------------------------------------------------------------------ | -------- |
| Peter Karlsson                 | Egyes       |                   | Min Yang (ITA) · 11-9, 11-4, 11-8, 9-11, 7-11, 11-13, 11-9 | Chuan Chih-Yuan (TPE) · 18-16, 6-11, 11-8, 7-11, 3-11, 8-11                       | kiesett                                                               | kiesett                                                                    | kiesett                                          | kiesett                                                            | 17.      |
| Jörgen Persson                 | Egyes       |                   | Monday Merotohun (NGR) · 9-11, 11-5, 11-5, 11-7, 11-8      | Kalínikosz Kreánga (GRE) · 11-5, 11-7, 11-9, 11-8                                 | Ko Lai Chak (HKG) · 7-11, 6-11, 11-8, 4-11, 10-12                     | kiesett                                                                    | kiesett                                          | kiesett                                                            | 9.       |
| Jan-Ove Waldner                | Egyes       |                   |                                                            | Aleksandar Karakašević (SCG) · 13-11, 11-9, 5-11, 11-6, 10-12, 11-9               | Ma Lin (CHN) · 11-9, 12-10, 7-11, 11-5, 11-9                          | Timo Boll (GER) · 11-7, 13-11, 6-11, 11-7, 13-11                           | Ju Szungmin (KOR) · 9-11, 11-9, 9-11, 5-11, 5-11 | Bronzmérkőzés · Vang Li-csin (CHN) · 12-10, 3-11, 8-11, 7-11, 9-11 | 4.       |
| Jörgen Persson Jan-Ove Waldner | Páros       |                   |                                                            | Kanada (CAN) · Johnny Huang · Faazil Kassam · 11-7, 16-18, 11-3, 7-11, 11-7, 11-6 | Kína (CHN) · Kung Ling-huj · Vang Hao · 8-11, 11-6, 11-9, 11-9, 12-10 | Dánia (DEN) · Michael Maze · Finn Tugwell · 5-11, 11-8, 8-11, 10-12, 10-12 | kiesett                                          | kiesett                                                            | 5.       |

## Atlétika
Férfi
| Versenyző       | Versenyszám    | Előfutam | Előfutam | Előfutam | Negyeddöntő | Negyeddöntő | Negyeddöntő | Elődöntő | Elődöntő | Elődöntő | Döntő   | Döntő    |
| Versenyző       | Versenyszám    | Idő      | Hely.    | Össz.    | Idő         | Hely.       | Össz.       | Idő      | Hely.    | Össz.    | Idő     | Helyezés |
| --------------- | -------------- | -------- | -------- | -------- | ----------- | ----------- | ----------- | -------- | -------- | -------- | ------- | -------- |
| Johan Wissman   | 200 m          | 20,60    | 5.       | 14.      | 20,74       | 5.          | 21.         | kiesett  | kiesett  | kiesett  | kiesett | kiesett  |
| Robert Kronberg | 110 m gát      | 13,47    | 3.       | 19.**    | 13,39       | 3.          | 9.**        | 13,42    | 7.       | 12.      | kiesett | kiesett  |
| Mustafa Mohamed | 3000 m akadály | 8:19,37  | 4.       | 7.       |             |             |             |          |          |          | 8:18,05 | 13.      |

| Versenyző           | Versenyszám | Selejtező | Selejtező | Döntő    | Döntő    |
| Versenyző           | Versenyszám | Eredmény  | Helyezés  | Eredmény | Helyezés |
| ------------------- | ----------- | --------- | --------- | -------- | -------- |
| Stefan Holm         | Magasugrás  | 228 cm    | 1.**      | 236 cm   |          |
| Staffan Strand      | Magasugrás  | 225 cm    | 18.*      | kiesett  | kiesett  |
| Linus Thörnblad     | Magasugrás  | 220 cm    | 24.       | kiesett  | kiesett  |
| Patrik Kristiansson | Rúdugrás    | 560 cm    | 20.       | kiesett  | kiesett  |
| Christian Olsson    | Hármasugrás | 17,68 m   | 1.        | 17,79 m  |          |

Női
| Versenyző      | Versenyszám | Előfutam | Előfutam | Előfutam | Elődöntő | Elődöntő | Elődöntő | Döntő   | Döntő    |
| Versenyző      | Versenyszám | Idő      | Hely.    | Össz.    | Idő      | Hely.    | Össz.    | Idő     | Helyezés |
| -------------- | ----------- | -------- | -------- | -------- | -------- | -------- | -------- | ------- | -------- |
| Jenny Kallur   | 100 m gát   | 13,11    | 5.       | 21.      | kiesett  | kiesett  | kiesett  | kiesett | kiesett  |
| Susanna Kallur | 100 m gát   | 12,89    | 4.       | 12.      | 12,67    | 7.       | 8.*      | kiesett | kiesett  |

| Versenyző      | Versenyszám   | Selejtező | Selejtező | Döntő    | Döntő    |
| Versenyző      | Versenyszám   | Eredmény  | Helyezés  | Eredmény | Helyezés |
| -------------- | ------------- | --------- | --------- | -------- | -------- |
| Carolina Klüft | Távolugrás    | 673 cm    | 5.        | 663 cm   | 10.      |
| Anna Söderberg | Diszkoszvetés | 55,49 m   | 35.       | kiesett  | kiesett  |

| Versenyző      | Versenyszám | 100 m gát | 100 m gát | Magasugrás | Magasugrás | Súlylökés | Súlylökés | 200 m | 200 m | Távolugrás | Távolugrás | Gerelyhajítás | Gerelyhajítás | 800 m   | 800 m | Végeredmény | Végeredmény |
| Versenyző      | Versenyszám | Idő       | Pont      | Eredmény   | Pont       | Eredmény  | Pont      | Idő   | Pont  | Eredmény   | Pont       | Eredmény      | Pont          | Idő     | Pont  | Pont        | Helyezés    |
| -------------- | ----------- | --------- | --------- | ---------- | ---------- | --------- | --------- | ----- | ----- | ---------- | ---------- | ------------- | ------------- | ------- | ----- | ----------- | ----------- |
| Carolina Klüft | Hétpróba    | 13,21     | 1093      | 191 cm     | 1119       | 14,77 m   | 845       | 23,27 | 1052  | 678 cm     | 1099       | 48,89 m       | 839           | 2:14,15 | 905   | 6952        |             |

* - egy másik versenyzővel azonos eredményt ért el

** - két másik versenyzővel azonos időt/eredményt ért el

## Birkózás

### Férfi
Kötöttfogású
| Versenyző          | Versenyszám | Csoportkör | Csoportkör | Negyeddöntő            | Elődöntő                    | Bronz- mérkőzés             | Döntő                         | Helyezés |
| Versenyző          | Versenyszám | Ellenfél Eredmény                                                                                                   | Hely.      | Ellenfél Eredmény      | Ellenfél Eredmény           | Ellenfél Eredmény           | Ellenfél Eredmény             | Helyezés |
| ------------------ | ----------- | --- | ---------- | ---------------------- | --------------------------- | --------------------------- | ----------------------------- | -------- |
| Jimmy Samuelsson   | 66 kg       | A csoport · Vaginak Galsztjan (ARM) · 5-2 · Makszim Szemjonov (RUS) · 1-3                                           | 1.         | Kim Inszop (KOR) · 3-1 | Fərid Mənsurov (AZE) · 1-3  | Mhitar Manukjan (KAZ) · 1-8 |                               | 4.       |
| Mohammad Babulfath | 74 kg       | E csoport · Vartyeresz Szamurgasev (RUS) · 0-9 · Konstantin Schneider (GER) · 0-4 · Volodimir Sackih (UKR) · 0-4 PA | 4.         | kiesett                | kiesett                     | kiesett                     | kiesett                       | 20.      |
| Ara Abrahamian     | 84 kg       | F csoport · Macumoto Singo (JPN) · 5-0 · Bátky Attila (SVK) · 4-0 · Zsanarbek Kenzsejev (KGZ) · 4-2                 | 1.         |                        | Hamza Yerlikaya (TUR) · 3-0 |                             | Alekszej Misin (RUS) · 1-1 PP |          |
| Martin Lidberg     | 96 kg       | A csoport · Gogi Koguasvili (RUS) · 1-3 · Szjarhej Listvan (BLR) · 0-4 PA                                           | 3.         | kiesett                | kiesett                     | kiesett                     | kiesett                       | 18.      |
| Eddy Bengtsson     | 120 kg      | E csoport · Georgij Curcumia (KAZ) · TUS · Xenofón Kuciúmbasz (GRE) · 0-5 · Mirian Giorgadze (GEO) · 3-0            | 2.         | kiesett                | kiesett                     | kiesett                     | kiesett                       | 12.      |

### Női
Szabadfogású
| Versenyző     | Versenyszám | Csoportkör                                                             | Csoportkör | Elődöntő                  | Bronz- mérkőzés        | Döntő             | Helyezés |
| Versenyző     | Versenyszám | Ellenfél Eredmény                                                      | Hely.      | Ellenfél Eredmény         | Ellenfél Eredmény      | Ellenfél Eredmény | Helyezés |
| ------------- | ----------- | ---------------------------------------------------------------------- | ---------- | ------------------------- | ---------------------- | ----------------- | -------- |
| Ida Karlsson  | 55 kg       | B csoport · Tetyana Lazareva (UKR) · 2-4 · Mabel Fonseca (PUR) · TUS   | 1.         | Tonya Verbeek (CAN) · 6-7 | Anna Gomis (FRA) · 0-6 |                   | 4.       |
| Sara Eriksson | 63 kg       | A csoport · Sztavrúla Zigúri (GRE) · 3-5 · Stephanie Gross (GER) · 0-3 | 3.         | kiesett                   | kiesett                | kiesett           | 10.      |

PA - visszalépett (birói döntéssel 0-4)

PP - döntő fölény

## Cselgáncs
Női
| Versenyző     | Versenyszám | Selejtező                        | Nyolcaddöntő      | Negyeddöntő       | Elődöntő          | Vigaszág első kör        | Vigaszág negyeddöntő          | Vigaszág elődöntő | Bronz- mérkőzés   | Döntő             | Helyezés    |
| Versenyző     | Versenyszám | Ellenfél Eredmény                | Ellenfél Eredmény | Ellenfél Eredmény | Ellenfél Eredmény | Ellenfél Eredmény        | Ellenfél Eredmény             | Ellenfél Eredmény | Ellenfél Eredmény | Ellenfél Eredmény | Helyezés    |
| ------------- | ----------- | -------------------------------- | ----------------- | ----------------- | ----------------- | ------------------------ | ----------------------------- | ----------------- | ----------------- | ----------------- | ----------- |
| Sanna Askelöf | Harmatsúly  | Amarilis Savón (CUB) · 0000-1000 |                   |                   |                   | I Unhi (KOR) · 1001-0000 | Ilse Heylen (BEL) · 0000-0201 | kiesett           | kiesett           |                   | helyezetlen |

## Evezés
Női
| Versenyző      | Versenyszám  | Előfutam | Előfutam | Vigaszág | Vigaszág | Elődöntő | Elődöntő | Elődöntő | Döntő | Döntő   | Döntő | Helyezés |
| Versenyző      | Versenyszám  | Idő      | Hely.    | Idő      | Hely.    | Típus    | Idő      | Hely.    | Típus | Idő     | Hely. | Helyezés |
| -------------- | ------------ | -------- | -------- | -------- | -------- | -------- | -------- | -------- | ----- | ------- | ----- | -------- |
| Frida Svensson | Egypárevezős | 7:54,29  | 3.       | 7:35,35  | 1.       | A/B      | 7:53,83  | 5.       | B     | 7:32,02 | 2.    | 8.       |

## Íjászat
Férfi
| Versenyző                                         | Versenyszám | Selejtező | Selejtező | 64-es főtábla                                 | 32-es főtábla                               | Nyolcaddöntő                                                                           | Negyeddöntő       | Elődöntő          | Döntő             | Helyezés |
| Versenyző                                         | Versenyszám | Pont      | Kiemelt   | Ellenfél Eredmény                             | Ellenfél Eredmény                           | Ellenfél Eredmény                                                                      | Ellenfél Eredmény | Ellenfél Eredmény | Ellenfél Eredmény | Helyezés |
| ------------------------------------------------- | ----------- | --------- | --------- | --------------------------------------------- | ------------------------------------------- | -------------------------------------------------------------------------------------- | ----------------- | ----------------- | ----------------- | -------- |
| Jonas Andersson                                   | Egyéni      | 653       | 26.       | David Barnes (AUS) (39.) · 160-151            | Balzsinyima Cirempilov (RUS) (7.) · 160-162 | kiesett                                                                                | kiesett           | kiesett           | kiesett           | 25.      |
| Mattias Eriksson                                  | Egyéni      | 637       | 46.       | Ilario Di Buò (ITA) (19.) · 146-151           | kiesett                                     | kiesett                                                                                | kiesett           | kiesett           | kiesett           | 39.      |
| Magnus Petersson                                  | Egyéni      | 673       | 2.        | Phutlamphaj Thiamphaszon (LAO) (63.) · 158-95 | Larry Godfrey (GBR) (31.) · 162-163         | kiesett                                                                                | kiesett           | kiesett           | kiesett           | 23.      |
| Jonas Andersson Mattias Eriksson Magnus Petersson | Csapat      | 1963      | 6.        |                                               |                                             | Egyesült Államok (USA) · Butch Johnson · John Magera · Victor Wunderle (11.) · 242-246 | kiesett           | kiesett           | kiesett           | 9.       |

## Kajak-kenu

### Síkvízi
Férfi
| Versenyző                       | Versenyszám         | Előfutam | Előfutam | Előfutam | Elődöntő | Elődöntő | Elődöntő | Döntő    | Döntő    |
| Versenyző                       | Versenyszám         | Idő      | Hely.    | Össz.    | Idő      | Hely.    | Össz.    | Idő      | Helyezés |
| ------------------------------- | ------------------- | -------- | -------- | -------- | -------- | -------- | -------- | -------- | -------- |
| Anders Gustafsson               | Kajak egyes 500 m   | 1:40,689 | 6.       | 18.      | 1:41,291 | 5.       | 17.      | kiesett  | kiesett  |
| Markus Oscarsson Henrik Nilsson | Kajak kettes 500 m  | 1:29,717 | 2.       | 4.       | 1:31,030 | 4.       | 5.       | kiesett  | kiesett  |
| Markus Oscarsson Henrik Nilsson | Kajak kettes 1000 m | 3:09,536 | 1.D      | 2.       |          |          |          | 3:18,420 |          |

Női
| Versenyző                     | Versenyszám        | Előfutam | Előfutam | Előfutam | Elődöntő | Elődöntő | Elődöntő | Döntő    | Döntő    |
| Versenyző                     | Versenyszám        | Idő      | Hely.    | Össz.    | Idő      | Hely.    | Össz.    | Idő      | Helyezés |
| ----------------------------- | ------------------ | -------- | -------- | -------- | -------- | -------- | -------- | -------- | -------- |
| Sofia Paldanius Anna Karlsson | Kajak kettes 500 m | 1:44,059 | 4.       | 7.       | 1:44,570 | 2.       | 2.       | 1:43,077 | 8.       |

## Kerékpározás

### Hegyi-kerékpározás
| Versenyző          | Versenyszám        | Idő              | Helyezés |
| ------------------ | ------------------ | ---------------- | -------- |
| Fredrik Kessiakoff | Férfi terepverseny | 2:21:23 (+6:21)  | 12.      |
| Maria Östergren    | Női terepverseny   | 2:16:16 (+19:25) | 20.      |

### Országúti kerékpározás
Férfi
| Versenyző         | Versenyszám   | Idő                   | Helyezés      |
| ----------------- | ------------- | --------------------- | ------------- |
| Magnus Bäckstedt  | Mezőnyverseny | nem ért célba         | nem ért célba |
| Gustav Larsson    | Mezőnyverseny | 5:51:28 (+9:44)       | 72.           |
| Marcus Ljungqvist | Mezőnyverseny | 5:41:56 (+0:12)       | 14.           |
| Thomas Löfkvist   | Mezőnyverseny | nem ért célba         | nem ért célba |
| Thomas Löfkvist   | Időfutam      | 1:03:43,70 (+6:11,96) | 34.           |

Női
| Versenyző          | Versenyszám   | Idő                 | Helyezés      |
| ------------------ | ------------- | ------------------- | ------------- |
| Camilla Larsson    | Mezőnyverseny | nem ért célba       | nem ért célba |
| Madeleine Lindberg | Mezőnyverseny | 3:33:35 (+9:11)     | 49.           |
| Susanne Ljungskog  | Mezőnyverseny | 3:25:42 (+1:18)     | 33.           |
| Susanne Ljungskog  | Időfutam      | 35:17,25 (+4:05,72) | 25.           |

## Labdarúgás

### Női
| #             | Név                     | Klub                 | Születési idő                   | Mérkőzésszám | Gól     | Sárga lap | sárga lap · 2. sárga lap · kiállítva | kiállítva |
| Kapusok       | Kapusok                 | Kapusok              | Kapusok                         | Kapusok      | Kapusok | Kapusok   | Kapusok                              | Kapusok   |
| ------------- | ----------------------- | -------------------- | ------------------------------- | ------------ | ------- | --------- | ------------------------------------ | --------- |
| 1             | Caroline Jönsson        | Malmö FF Dam         | 1977. november 22. (26 évesen)  | 5            | 0       | 0         | 0                                    | 0         |
| 23            | Hedvig Lindahl          | Linköpings FC        | 1983. április 29. (21 évesen)   | 0            | 0       | 0         | 0                                    | 0         |
| Védők         |                         |                      |                                 |              |         |           |                                      |           |
| 2             | Karolina Westberg       | Malmö FF Dam         | 1978. május 16. (26 évesen)     | 4            | 0       | 0         | 0                                    | 0         |
| 3             | Jane Törnqvist          | Djurgården/Älvsjö    | 1975. május 9. (29 évesen)      | 2            | 0       | 0         | 0                                    | 0         |
| 4             | Hanna Marklund          | Umeå IK              | 1977. november 26. (26 évesen)  | 5            | 1       | 0         | 0                                    | 0         |
| 5             | Kristin Bengtsson (csk) | Djurgården/Älvsjö    | 1970. január 12. (34 évesen)    | 5            | 0       | 0         | 0                                    | 0         |
| 7             | Sara Larsson            | Malmö FF Dam         | 1979. május 13. (25 évesen)     | 4            | 1       | 0         | 0                                    | 0         |
| 8             | Frida Östberg           | Umeå IK              | 1977. december 10. (26 évesen)  | 5            | 0       | 0         | 0                                    | 0         |
| Középpályások |                         |                      |                                 |              |         |           |                                      |           |
| 6             | Malin Moström           | Umeå IK              | 1975. augusztus 1. (29 évesen)  | 5            | 1       | 0         | 0                                    | 0         |
| 9             | Malin Andersson         | Malmö FF Dam         | 1973. május 4. (31 évesen)      | 2(1)         | 0       | 0         | 0                                    | 0         |
| 13            | Lotta Schelin           | Kopparbergs/Göteborg | 1984. február 27. (20 évesen)   | (3)          | 0       | 0         | 0                                    | 0         |
| 14            | Linda Fagerström        | Djurgården/Älvsjö    | 1977. március 17. (27 évesen)   | (3)          | 0       | 0         | 0                                    | 0         |
| 15            | Therese Sjögran         | Malmö FF Dam         | 1977. április 8. (27 évesen)    | 4(1)         | 0       | 0         | 0                                    | 0         |
| 17            | Anna Sjöström           | Umeå IK              | 1977. április 23. (27 évesen)   | 4(1)         | 0       | 0         | 0                                    | 0         |
| Csatárok      |                         |                      |                                 |              |         |           |                                      |           |
| 10            | Hanna Ljungberg         | Umeå IK              | 1979. január 8. (25 évesen)     | 5            | 1       | 0         | 0                                    | 0         |
| 11            | Victoria Svensson       | Djurgården/Älvsjö    | 1977. május 18. (27 évesen)     | 5            | 0       | 0         | 0                                    | 0         |
| 12            | Josefine Öqvist         | Bälinge IF           | 1983. július 23. (21 évesen)    | (4)          | 0       | 0         | 0                                    | 0         |
| 16            | Salina Olsson           | Hammarby IF DFF      | 1978. augusztus 29. (25 évesen) | (2)          | 0       | 0         | 0                                    | 0         |
| Edző          |                         |                      |                                 |              |         |           |                                      |           |
|               | Marika Domanski Lyfors  | Svédország           | 1960. május 17. (44 évesen)     |              |         |           |                                      |           |

- Kor: 2004. augusztus 10-i kora

#### Eredmények
E csoport 
| Csapat           | M | Gy | D | V | Rg | Kg | Gk | P |
| ---------------- | - | -- | - | - | -- | -- | -- | - |
| Svédország (SWE) | 2 | 1  | 0 | 1 | 2  | 2  | 0  | 3 |
| Nigéria (NGR)    | 2 | 1  | 0 | 1 | 2  | 2  | 0  | 3 |
| Japán (JPN)      | 2 | 1  | 0 | 1 | 1  | 1  | 0  | 3 |

| 2004. augusztus 11. 18:00 |

| Svédország (SWE) | 0–1               | Japán (JPN) |
| ---------------- | ----------------- | ----------- |
|                  | (0–1) Jegyzőkönyv | Arakava 24' |

| Panthessaliko Stadium, Vólosz Nézőszám: 10 104 Játékvezető: Gaye (szenegáli) |

| 2004. augusztus 17. 18:00 |

| Svédország (SWE)         | 2–1               | Nigéria (NGR) |
| ------------------------ | ----------------- | ------------- |
| Marklund 68' Moström 73' | (0–1) Jegyzőkönyv | Akide 25'     |

| Panthessaliko Stadium, Vólosz Nézőszám: 21 597 Játékvezető: Silvia Regina de Oliveira (brazil) |

Negyeddöntő
| 2004. augusztus 20. 21:00 |

| Svédország (SWE)          | 2–1               | Ausztrália (AUS) |
| ------------------------- | ----------------- | ---------------- |
| Ljungberg 25' Larsson 30' | (2–0) Jegyzőkönyv | De Vanna 48'     |

| Panthessaliko Stadium, Vólosz Nézőszám: 4811 Játékvezető: Dagmar Damková (cseh) |

Elődöntő
| 2004. augusztus 23. 18:00 |

| Brazília (BRA) | 1–0               | Svédország (SWE) |
| -------------- | ----------------- | ---------------- |
| Pretinha 64'   | (0–0) Jegyzőkönyv |                  |

| Pampeloponnisiako Stadium, Pátra Nézőszám: 1511 Játékvezető: Dianne Ferreira-James (guyanai) |

Bronzmérkőzés
| 2004. augusztus 26. 18:00 |

| Németország (GER) | 1–0               | Svédország (SWE) |
| ----------------- | ----------------- | ---------------- |
| Lingor 17'        | (1–0) Jegyzőkönyv |                  |

| Karaiskaki Stadium, Pireusz Nézőszám: 10 416 Játékvezető: Kari Seitz (amerikai) |

| Csapat           | Helyezés |
| ---------------- | -------- |
| Svédország (SWE) | 4.       |

## Lovaglás
Díjlovaglás
| Versenyző                                                        | Ló                                          | Versenyszám | 1. kör | 1. kör | 2. kör  | 2. kör  | 3. kör  | 3. kör  | Végeredmény | Végeredmény |
| Versenyző                                                        | Ló                                          | Versenyszám | Pont   | Hely.  | Pont    | Hely.   | Pont    | Hely.   | Pont        | Helyezés    |
| ---------------------------------------------------------------- | ------------------------------------------- | ----------- | ------ | ------ | ------- | ------- | ------- | ------- | ----------- | ----------- |
| Jan Brink                                                        | Briar 899                                   | Egyéni      | 73,250 | 6.     | 71,280  | 11.     | 76,650  | 8.      | 73,727      | 7.          |
| Louise Nathhorst                                                 | Guinness 888                                | Egyéni      | 66,583 | 31.**  | kiesett | kiesett | kiesett | kiesett | kiesett     | kiesett     |
| Minna Telde                                                      | Sack 907                                    | Egyéni      | 65,375 | 40.    | kiesett | kiesett | kiesett | kiesett | kiesett     | kiesett     |
| Tinne Wilhelmsson-Silfvén                                        | Just Mickey                                 | Egyéni      | 66,917 | 29.    | kiesett | kiesett | kiesett | kiesett | kiesett     | kiesett     |
| Jan Brink Louise Nathhorst Minna Telde Tinne Wilhelmsson-Silfvén | Briar 899 Guinness 888 Sack 907 Just Mickey | Csapat      |        |        |         |         |         |         | 68,917      | 6.          |

Díjugratás
| Versenyző                                                           | Ló                                                     | Versenyszám | Selejtező | Selejtező | Selejtező | Selejtező | Selejtező | Selejtező | Selejtező | Selejtező | Döntő   | Döntő   | Döntő   | Döntő   | Végeredmény | Végeredmény |
| Versenyző                                                           | Ló                                                     | Versenyszám | 1. kör    | 1. kör    | 2. kör    | 2. kör    | 2. kör    | 3. kör    | 3. kör    | 3. kör    | 1. kör  | 1. kör  | 2. kör  | 2. kör  | Végeredmény | Végeredmény |
| Versenyző                                                           | Ló                                                     | Versenyszám | Bünt.     | Hely.     | Bünt.     | Össz.     | Hely.     | Bünt.     | Össz.     | Hely.     | Bünt.   | Hely.   | Bünt.   | Hely.   | Bünt.       | Helyezés    |
| ------------------------------------------------------------------- | ------------------------------------------------------ | ----------- | --------- | --------- | --------- | --------- | --------- | --------- | --------- | --------- | ------- | ------- | ------- | ------- | ----------- | ----------- |
| Malin Baryard                                                       | Butterfly Flip                                         | Egyéni      | 0         | 1.        | 8         | 8         | 15.       | 4         | 12        | 12.       | 8       | 30.     | kiesett | kiesett | kiesett     | kiesett     |
| Rolf-Göran Bengtsson                                                | Mac Kinley                                             | Egyéni      | 4         | 17.       | 0         | 4         | 4.        | 0         | 4         | 2.        | 8       | 11.     | 4       | 2.      | 12          | 8.          |
| Peter Eriksson                                                      | Cardento 933                                           | Egyéni      | 5         | 29.       | 4         | 9         | 22.       | 10        | 19        | 47.       | kiesett | kiesett | kiesett | kiesett | kiesett     | kiesett     |
| Peder Fredericson                                                   | Magic Bengtsson                                        | Egyéni      | 0         | 1.        | 8         | 8         | 15.       | 4         | 12        | 12.       | 8       | 11.     | 4       | 2.      | 12          | 6.          |
| Malin Baryard Rolf-Göran Bengtsson Peter Eriksson Peder Fredericson | Butterfly Flip Mac Kinley Cardento 933 Magic Bengtsson | Csapat      |           |           |           |           |           |           |           |           | 12      | 4.      | 8       | 1.      | 20          | 1.*         |

| Versenyző                                                           | Ló                                                     | Versenyszám | Szétugratás az aranyéremért | Szétugratás az aranyéremért | Szétugratás az aranyéremért |
| Versenyző                                                           | Ló                                                     | Versenyszám | Bünt.                       | Idő                         | Helyezés                    |
| ------------------------------------------------------------------- | ------------------------------------------------------ | ----------- | --------------------------- | --------------------------- | --------------------------- |
| Malin Baryard Rolf-Göran Bengtsson Peter Eriksson Peder Fredericson | Butterfly Flip Mac Kinley Cardento 933 Magic Bengtsson | Csapat      | 0                           | 2:18,48                     |                             |

Lovastusa
| Versenyző                                       | Ló                                   | Versenyszám | Díjlovaglás | Díjlovaglás | Tereplovaglás | Tereplovaglás | Tereplovaglás | Díjugratás | Díjugratás | Díjugratás | Díjugratás | Végeredmény | Végeredmény |
| Versenyző                                       | Ló                                   | Versenyszám | Díjlovaglás | Díjlovaglás | Tereplovaglás | Tereplovaglás | Tereplovaglás | 1. kör     | 1. kör     | 2. kör     | 2. kör     | Végeredmény | Végeredmény |
| Versenyző                                       | Ló                                   | Versenyszám | Bünt.       | Hely.       | Bünt.         | Hely.         | Össz.         | Bünt.      | Hely.      | Bünt.      | Hely.      | Bünt.       | Helyezés    |
| ----------------------------------------------- | ------------------------------------ | ----------- | ----------- | ----------- | ------------- | ------------- | ------------- | ---------- | ---------- | ---------- | ---------- | ----------- | ----------- |
| Linda Algotsson                                 | Stand By Me                          | Egyéni      | 43,6        | 11.*        | 38,8          | 56.           | 47.           | 8          | 25.        | kiesett    | kiesett    | 90,4        | 42.         |
| Sara Algotsson                                  | Robin Des Bois                       | Egyéni      | 56,6        | 36.         | 11,2          | 41.*          | 37.           | 12         | 39.        | kiesett    | kiesett    | 79,8        | 34.         |
| Magnus Gällerdal                                | Keymaster                            | Egyéni      | 61,0        | 46.         | 2,8           | 26.           | 31.           | 0          | 1.         | 8          | 13.        | 71,8        | 17.         |
| Linda Algotsson Sara Algotsson Magnus Gällerdal | Stand By Me Robin Des Bois Keymaster | Csapat      | 161,2       | 8.          | 52,8          | 11.           | 9.            | 20         | 8.         |            |            | 234,0       | 9.          |

* - egy másik versenyzővel/csapattal azonos eredményt ért el

* - két másik versenyzővel azonos eredményt ért el

## Műugrás
Női
| Versenyző     | Versenyszám    | Selejtező | Selejtező | Elődöntő | Elődöntő | Döntő   | Döntő    |
| Versenyző     | Versenyszám    | Pont      | Helyezés  | Pont     | Helyezés | Pont    | Helyezés |
| ------------- | -------------- | --------- | --------- | -------- | -------- | ------- | -------- |
| Anna Lindberg | Egyéni műugrás | 255,63    | 19.       | kiesett  | kiesett  | kiesett | kiesett  |

## Ökölvívás
| Versenyző      | Versenyszám  | Selejtező                | Nyolcaddöntő      | Negyeddöntő       | Elődöntő          | Döntő             | Helyezés |
| Versenyző      | Versenyszám  | Ellenfél Eredmény        | Ellenfél Eredmény | Ellenfél Eredmény | Ellenfél Eredmény | Ellenfél Eredmény | Helyezés |
| -------------- | ------------ | ------------------------ | ----------------- | ----------------- | ----------------- | ----------------- | -------- |
| Patrick Bogere | Kisváltósúly | Romeo Brin (PHI) · 35-43 | kiesett           | kiesett           | kiesett           | kiesett           | 17.      |

## Öttusa
| Versenyző      | Versenyszám | Lövészet | Lövészet | Lövészet | Vívás    | Vívás | Vívás | Úszás   | Úszás | Úszás | Lovaglás | Lovaglás | Lovaglás | Lovaglás | Futás    | Futás | Futás | Összesen    | Összesen |
| Versenyző      | Versenyszám | Pontszám | Pont     | Hely.    | Eredmény | Pont  | Hely. | Idő     | Pont  | Hely. | Idő      | Hibapont | Pont     | Hely.    | Idő      | Pont  | Hely. | Összes pont | Helyezés |
| -------------- | ----------- | -------- | -------- | -------- | -------- | ----- | ----- | ------- | ----- | ----- | -------- | -------- | -------- | -------- | -------- | ----- | ----- | ----------- | -------- |
| Erik Johansson | Férfi       | 163      | 892      | 30.      | 12-19    | 720   | 26.*  | 2:06,68 | 1280  | 9.    | 1:15,47  | 84       | 1116     | 6.       | 10:08,20 | 968   | 23.   | 4976        | 23.      |

* - három másik versenyzővel azonos eredményt ért el

## Röplabda

### Strandröplabda

#### Férfi
| Versenyző             | Csoportkör | Csoportkör | Nyolcaddöntő                                                      | Negyeddöntő       | Elődöntő          | Döntő             | Helyezés |
| Versenyző             | Ellenfél Eredmény | Hely.      | Ellenfél Eredmény                                                 | Ellenfél Eredmény | Ellenfél Eredmény | Ellenfél Eredmény | Helyezés |
| --------------------- | --- | ---------- | ----------------------------------------------------------------- | ----------------- | ----------------- | ----------------- | -------- |
| Bjorn Berg Simon Dahl | D csoport · Norvégia (NOR) · Vegard Hoidalen · Jorre Kjemperud · 21-13, 21-18 · Németország (GER) · Markus Dieckmann · Jonas Reckermann · 16-21, 15-21 · Puerto Rico (PUR) · Raul Papaleo · Ramon Hernandez · 19-21, 21-16, 18-16 | 2.         | Spanyolország (ESP) · Javier Bosma · Pablo Herrera · 16-21, 17-21 | kiesett           | kiesett           | kiesett           | 9.       |

## Sportlövészet
Férfi
| Versenyző        | Versenyszám           | Selejtező | Selejtező | Döntő   | Döntő    |
| Versenyző        | Versenyszám           | Pont      | Helyezés  | Pont    | Helyezés |
| ---------------- | --------------------- | --------- | --------- | ------- | -------- |
| Marcus Åkerholm  | Légpuska              | 588       | 33.*      | kiesett | kiesett  |
| Sven Haglund     | Légpuska              | 589       | 29.***    | kiesett | kiesett  |
| Sven Haglund     | Sportpuska, összetett | 1142      | 35.       | kiesett | kiesett  |
| Roger Hansson    | Sportpuska, összetett | 1155      | 24.*      | kiesett | kiesett  |
| Roger Hansson    | Sportpuska, fekvő     | 590       | 32.***    | kiesett | kiesett  |
| Jonas Edman      | Sportpuska, fekvő     | 590       | 32.***    | kiesett | kiesett  |
| Emil Andersson   | Futócéllövészet       | 578       | 4.**      | 676,8   | 4.       |
| Niklas Bergström | Futócéllövészet       | 571       | 12.       | kiesett | kiesett  |
| Håkan Dahlby     | Dupla trap            | 138       | 2.        | 177     | 5.       |

Női
| Versenyző  | Versenyszám | Selejtező | Selejtező | Döntő   | Döntő    |
| Versenyző  | Versenyszám | Pont      | Helyezés  | Pont    | Helyezés |
| ---------- | ----------- | --------- | --------- | ------- | -------- |
| Pia Hansen | Trap        | 58        | 9.**      | kiesett | kiesett  |
| Pia Hansen | Dupla trap  | 105       | 9.*       | kiesett | kiesett  |

* - egy másik versenyzővel azonos eredményt ért el

** - két másik versenyzővel azonos eredményt ért el

*** - három másik versenyzővel azonos eredményt ért el

## Tenisz
Férfi
| Versenyző                      | Versenyszám | 64-es főtábla                         | 32-es főtábla                                        | Nyolcaddöntő      | Negyeddöntő       | Elődöntő          | Bronz- mérkőzés   | Döntő             | Helyezés |
| Versenyző                      | Versenyszám | Ellenfél Eredmény                     | Ellenfél Eredmény                                    | Ellenfél Eredmény | Ellenfél Eredmény | Ellenfél Eredmény | Ellenfél Eredmény | Ellenfél Eredmény | Helyezés |
| ------------------------------ | ----------- | ------------------------------------- | ---------------------------------------------------- | ----------------- | ----------------- | ----------------- | ----------------- | ----------------- | -------- |
| Jonas Björkman                 | Egyes       | Mardy Fish (USA) · 6-7, 0-1 feladta   | kiesett                                              | kiesett           | kiesett           | kiesett           | kiesett           | kiesett           | 33.      |
| Thomas Enqvist                 | Egyes       | Carlos Moyà (ESP) · 6-7, 7-6, 7-9     | kiesett                                              | kiesett           | kiesett           | kiesett           | kiesett           | kiesett           | 33.      |
| Joachim Johansson              | Egyes       | Pharadon Szricsaphan (THA) · 6-2, 6-3 | Ivan Ljubičić (CRO) · 6-7, 4-6                       | kiesett           | kiesett           | kiesett           | kiesett           | kiesett           | 17.      |
| Robin Söderling                | Egyes       | Feliciano López (ESP) · 3-6, 6-3, 4-6 | kiesett                                              | kiesett           | kiesett           | kiesett           | kiesett           | kiesett           | 33.      |
| Thomas Enqvist Robin Söderling | Páros       |                                       | Izrael (ISR) · Jonathan Erlich · Andi Rám · 5-7, 3-6 | kiesett           | kiesett           | kiesett           | kiesett           | kiesett           | 17.      |

## Tollaslabda
| Versenyző                         | Versenyszám  | 32-es főtábla                                                 | Nyolcaddöntő                                                                   | Negyeddöntő                                     | Elődöntő          | Bronz- mérkőzés   | Döntő             | Helyezés |
| Versenyző                         | Versenyszám  | Ellenfél Eredmény                                             | Ellenfél Eredmény                                                              | Ellenfél Eredmény                               | Ellenfél Eredmény | Ellenfél Eredmény | Ellenfél Eredmény | Helyezés |
| --------------------------------- | ------------ | ------------------------------------------------------------- | ------------------------------------------------------------------------------ | ----------------------------------------------- | ----------------- | ----------------- | ----------------- | -------- |
| Marina Andrievskaia               | Női egyes    | Csang Ning (CHN) · 11-4, 3-11, 7-11                           | kiesett                                                                        | kiesett                                         | kiesett           | kiesett           | kiesett           | 17.      |
| Fredrik Bergström Johanna Persson | Vegyes páros | Kanada (CAN) · Mike Beres · Jody Patrick · 15-17, 15-11, 15-4 | Thaiföld (THA) · Sudket Prapakamol · Saralee Thungthongkam · 3-15, 17-14, 15-3 | Kína (CHN) · Csang Csün · Kao Ling · 3-15, 1-15 | kiesett           | kiesett           | kiesett           | 5.       |

## Torna
Női
| Versenyző       | Versenyszám      | Selejtező | Selejtező | Döntő    | Döntő    |
| Versenyző       | Versenyszám      | Pontszám  | Helyezés  | Pontszám | Helyezés |
| --------------- | ---------------- | --------- | --------- | -------- | -------- |
| Veronica Wagner | Talaj            | 8,250     | 77.       | kiesett  | kiesett  |
| Veronica Wagner | Ugrás            | 8,975     |           | kiesett  | kiesett  |
| Veronica Wagner | Felemás korlát   | 8,350     | 74.       | kiesett  | kiesett  |
| Veronica Wagner | Gerenda          | 8,900     | 45.       | kiesett  | kiesett  |
| Veronica Wagner | Egyéni összetett | 34,475    | 55.       | kiesett  | kiesett  |

## Úszás
Férfi
| Versenyző                                                  | Versenyszám          | Előfutam | Előfutam | Előfutam | Elődöntő | Elődöntő | Elődöntő | Döntő   | Döntő    |
| Versenyző                                                  | Versenyszám          | Idő      | Hely.    | Össz.    | Idő      | Hely.    | Össz.    | Idő     | Helyezés |
| ---------------------------------------------------------- | -------------------- | -------- | -------- | -------- | -------- | -------- | -------- | ------- | -------- |
| Stefan Nystrand                                            | 50 m gyors           | 22,42    | 5.       | 10.*     | 22,18    | 2.**     | 5.**     | 22,08   | 4.       |
| Stefan Nystrand                                            | 100 m gyors          | 49,75    | 4.       | 20.      | kiesett  | kiesett  | kiesett  | kiesett | kiesett  |
| Martin Gustavsson                                          | 100 m mell           | 1:02,53  | 7.       | 22.      | kiesett  | kiesett  | kiesett  | kiesett | kiesett  |
| Martin Gustavsson                                          | 200 m mell           | 2:17,12  | 7.       | 27.      | kiesett  | kiesett  | kiesett  | kiesett | kiesett  |
| Erik Andersson                                             | 100 m pillangó       | 54,26    | 6.       | 32.      | kiesett  | kiesett  | kiesett  | kiesett | kiesett  |
| Lars Frölander Eric la Fleur Stefan Nystrand Mattias Ohlin | 4 × 100 m gyorsváltó | kizárták | kizárták | kizárták |          |          |          | kiesett | kiesett  |

Női
| Versenyző                                                                                | Versenyszám          | Előfutam | Előfutam | Előfutam | Elődöntő | Elődöntő | Elődöntő | Döntő   | Döntő    |
| Versenyző                                                                                | Versenyszám          | Idő      | Hely.    | Össz.    | Idő      | Hely.    | Össz.    | Idő     | Helyezés |
| ---------------------------------------------------------------------------------------- | -------------------- | -------- | -------- | -------- | -------- | -------- | -------- | ------- | -------- |
| Therese Alshammar                                                                        | 50 m gyors           | 25,42    | 4.       | 10.      | 25,15    | 2.       | 6.       | 24,93   | 4.       |
| Anna-Karin Kammerling                                                                    | 50 m gyors           | 25,85    | 7.       | 20.      | kiesett  | kiesett  | kiesett  | kiesett | kiesett  |
| Anna-Karin Kammerling                                                                    | 100 m pillangó       | 59,84    | 5.       | 16.      | 59,33    | 7.       | 10.      | kiesett | kiesett  |
| Johanna Sjöberg                                                                          | 100 m pillangó       | 1:00,61  | 7.       | 23.*     | kiesett  | kiesett  | kiesett  | kiesett | kiesett  |
| Johanna Sjöberg                                                                          | 100 m gyors          | 56,66    | 6.       | 24.*     | kiesett  | kiesett  | kiesett  | kiesett | kiesett  |
| Josefin Lillhage                                                                         | 100 m gyors          | 55,87    | 5.       | 14.      | 55,76    | 7.       | 14.      | kiesett | kiesett  |
| Josefin Lillhage                                                                         | 200 m gyors          | 2:00,04  | 3.       | 6.       | 1:59,31  | 3.       | 8.       | 1:59,20 | 8.       |
| Maria Östling                                                                            | 100 m mell           | 1:10,45  | 6.       | 17.      | kiesett  | kiesett  | kiesett  | kiesett | kiesett  |
| Therese Alshammar Anna-Karin Kammerling Josefin Lillhage Johanna Sjöberg Cathrin Carlzon | 4 × 100 m gyorsváltó | 3:41,51  | 4.       | 5.       |          |          |          | 3:41,22 | 7.       |
| Josefin Lillhage Ida Matsson-Marko-Varga Malin Svahnström Lotta Wänberg Johanna Sjöberg  | 4 × 200 m gyorsváltó | 8:07,17  | 5.       | 8.       |          |          |          | 8:08,34 | 8.       |

* - egy másik versenyzővel azonos időt ért el

** - két másik versenyzővel azonos időt ért el

## Vitorlázás
Férfi
| Versenyző                     | Versenyszám    | Futam | Futam | Futam | Futam | Futam | Futam | Futam | Futam | Futam | Futam | Futam | Pontszám | Helyezés |
| Versenyző                     | Versenyszám    | 1     | 2     | 3     | 4     | 5     | 6     | 7     | 8     | 9     | 10    | 11    | Pontszám | Helyezés |
| ----------------------------- | -------------- | ----- | ----- | ----- | ----- | ----- | ----- | ----- | ----- | ----- | ----- | ----- | -------- | -------- |
| Daniel Birgmark               | Finn dingi     | 12    | 13    | 11    | 14    | 14    | 10    | 4     | 7     | 17    | 16    | 21    | 118      | 14.      |
| Johan Molund Martin Andersson | 470-es osztály | 18    | 15    | 8     | 22    | 1     | 16    | 12    | 4     | 2     | 3     | 15    | 94       | 4.       |
| Fredrik Lööf Anders Ekström   | Csillaghajó    | 15    | 8     | 18    | 14    | 10    | 1     | 14    | 2     | 15    | 9     | 8     | 96       | 12.      |

Női
| Versenyző                             | Versenyszám    | Futam | Futam | Futam | Futam | Futam | Futam | Futam | Futam | Futam | Futam | Futam | Pontszám | Helyezés |
| Versenyző                             | Versenyszám    | 1     | 2     | 3     | 4     | 5     | 6     | 7     | 8     | 9     | 10    | 11    | Pontszám | Helyezés |
| ------------------------------------- | -------------- | ----- | ----- | ----- | ----- | ----- | ----- | ----- | ----- | ----- | ----- | ----- | -------- | -------- |
| Therese Torgersson Vendela Zachrisson | 470-es osztály | 9     | 10    | 7     | 2     | 3     | 14    | 9     | 6     | 7     | 7     | 3     | 63       |          |

Nyílt
| Versenyző                           | Versenyszám | Futam | Futam | Futam | Futam | Futam | Futam | Futam | Futam | Futam | Futam | Futam | Pontszám | Helyezés |
| Versenyző                           | Versenyszám | 1     | 2     | 3     | 4     | 5     | 6     | 7     | 8     | 9     | 10    | 11    | Pontszám | Helyezés |
| ----------------------------------- | ----------- | ----- | ----- | ----- | ----- | ----- | ----- | ----- | ----- | ----- | ----- | ----- | -------- | -------- |
| Karl Suneson                        | Laser       | 5     | 10    | 9     | 25    | 2     | 9     | 4     | 8     | 17    | 15    | 25    | 104      | 6.       |
| Martin Strandberg Kristian Mattsson | Tornádó     | 10    | 11    | 9     | 14    | 15    | 15    | 15    | 14    | 9     | 12    | 4     | 113      | 14.      |